# 孕ら☆ちゅちゅっ!! 〜咬めばあの娘もHな天使〜
『孕ら☆ちゅちゅっ!! 〜咬めばあの娘もHな天使〜』（はらちゅちゅっ かめばあのこもエッチなてんし）は、日本のアダルトゲームブランド・スワンアイが2009年3月27日に発売した18禁アドベンチャーゲーム。2010年4月23日よりダウンロード販売を開始している。

## スペシャルモード
「孕ら☆みん!!」「孕ら☆カノ!!」と同様、本作においても本編中で使用されたCGが全て妊婦化した状態の差分になるスペシャルモード「ボテ☆ちゅちゅっ!!」が用意されている。なお、前2作ではCG達成率を100％にしないとスペシャルモードが出現しなかったが、本作ではエンディングを見たヒロイン別に順次、スペシャルモードが開放される仕様となっている。
また、本編とスペシャルモードの全エピソードを見終える登場人物の立ち絵と背景を自由に組み合わせて壁紙を作れる「壁紙作成モード」が利用可能になる。この壁紙作成モードは、後にスワンアイのデビュー作「孕ら☆ハラっ!!」から第4作「孕ら☆カノ!!」までの過去作品においても、ダウンロード販売開始に際して「特別版」仕様で追加されている。

## ストーリー
聖クロス学園に通う主人公・永守太輔はある日、海外へ単身赴任中である父の書斎で厳重に封印された怪しげな魔導書を発見する。その日の晩、魔導書に巻き付けられていた鎖が外れて封印が解け、自称・吸血鬼のククリが出現し、太輔の首筋に咬み付く。その日以降、太輔は性欲が人一倍激しくなって理性を抑え切れなくなってしまう。

## 登場人物
永守 太輔（ながもり たいすけ）
主人公。母・恵菜と妹・木乃葉との3人家族で、父は海外へ単身赴任中。父の書斎で発見した怪しげな魔導書の封印が解けて出現したククリに咬まれてから性欲が抑えられなくなってしまう。

### ヒロイン
ククリ・ディ・デルヴルト
声：今井舞
永守家の書斎にある魔導書に長年、封印されていた魔族の娘。父親は吸血鬼で、母親はサキュバス。
ククリに咬まれた人間は男女を問わず性欲を抑え切れなくなり、咬まれた人間が他の人間を咬んだ場合も同様とされる。
母親の血を強く受け継ぎククリ本人は血よりも精液を好んでおり、事あるごとに太輔のズボンを脱がせて股間にしゃぶり付こうとする。
永守 木乃葉（ながもり このは）
声：桜瀬なゆ
太輔の妹で、太輔と同じ聖クロス学園に通っている。お兄ちゃん子だが、根はしっかり者。
永守 恵菜（ながもり えな）
声：箱森ゆめ
太輔と木乃葉の母で、聖クロス学園の保健医。
椎名 ゐのり（しいな いのり）
声：相元ゆうき
永守家と長年、家族ぐるみの付き合いがある椎名家の一人娘。語尾に「っス」を付けて喋るのが特徴。太輔のことを「先輩」と呼ぶ。
椎名 奏（しいな かなで）
声：桜瀬なゆ
ゐのりの母。夫に先立たれて以降、欲求不満が募っている。
リン・リンメイ
声：箱森ゆめ
太輔のクラス担任である体育教師。実家は中華料理屋。小柄な体格にコンプレックスを抱いており、子ども扱いされるのを嫌う。

### その他の人物
広瀬 凌（ひろせ りょう）
太輔の友人。真性のロリコンで、木乃葉と会うたびに口説き落とそうとする。
相原 愛璃（あいはら まり） 声：相元ゆうき
『孕ら☆みん!!』のサブヒロインで、前作『孕ら☆カノ!!』に続いて登場。前作での登場時は妊娠していたが、本作では無事に出産を終え赤ちゃんを抱いた状態で登場する。但し、前作とは異なり本編においては登場せず、後述のスペシャルモードにおける進行役を単独ないし『孕ら☆みん!!』に登場した主人公の友人・谷浦虎太郎と務めるのみとなっている。

## スタッフ
- シナリオ 月待兎
- 原画 文月紫
- 音楽 Arp